# Aleja Generała Charles’a de Gaulle’a w Wałbrzychu
Aleja Generała Charles’a de Gaulle’a – aleja będąca częścią zachodniej obwodnicy Wałbrzycha. Docelowo będzie to droga dojazdowa z ulicy Wrocławskiej do dalszego odcinka obwodnicy miasta. Jej budowa rozpoczęła się pod koniec lat 80. XX w. Stanowi ona drogę dojazdową do drogi krajowej nr 35 z najludniejszego osiedla miasta  Podzamcza. Jest to także część drogi wojewódzkiej nr 376, która następnie ulicą H. Wieniawskiego prowadzi w stronę Kamiennej Góry.
W 2018 r. ulica została wyremontowana wraz z mostem nad ul. Rzeczną. Utworzono ścieżkę rowerową i wymieniono nawierzchnię ulicy oraz chodnika.